# Kadra Zapasowa Piechoty Grodno
Kadra Zapasowa Piechoty Grodno (KZP Grodno) – pododdział piechoty Wojska Polskiego.
1 stycznia 1939 w Grodnie została utworzona Kadra Zapasowa Piechoty Grodno, która została podporządkowana bezpośrednio dowódcy Okręgu Korpusu Nr III. Kadra przejęła część zadań mobilizacyjnych, którymi dotychczas obarczone były 76 i 81 pułki piechoty.
Kadra dysponowała skromną obsadą pokojową (dwóch oficerów i kilku podoficerów). Dla formowanych przez siebie jednostek kadra musiała otrzymać zawiązki stanu czynnego. W marcu 1939 komendantem kadry był mjr piech. Franciszek Gudakowski, a jego zastępcą kpt. adm. (piech.) Piotr Paweł Korzon.

## Mobilizacja
KZP Grodno była jednostką mobilizującą piechoty. Zgodnie z planem mobilizacyjnym „W” komendant kadry był odpowiedzialny za przygotowanie i przeprowadzenie mobilizacji jednostek wpisanych na jego tabelę mob.:

w mobilizacji alarmowej, w grupie jednostek oznaczonych kolorem żółtym:
- park intendentury typ I nr 331,

w I rzucie mobilizacji powszechnej:
- batalion mrszowy 76 pp,
- batalion marszowy 41 pp,
- uzupełnienie marszowe samodzielnej kompanii km i broni towarzyszących nr 33,
- uzupełnienie marszowe kompanii kolarzy nr 33,

w II rzucie mobilizacji powszechnej:
- Ośrodek Zapasowy 29 Dywizji Piechoty[7].

W pierwotnej wersji planu mob., obowiązujacego do  maja 1939, oba bataliony marszowe oraz Ośrodek Zapasowy 29 DP i uzupełnienie marszowe samodzielnej kompanii km i broni towarzyszących nr 33 były mobilizowane przez 76 pp, uzupełnienie marszowe kompanii kolarzy nr 33 przez 81 pp, natomiast park intendentury typ I nr 331 przez Składnicę Materiału Intendenckiego nr 3.
Po zakończeniu mobilizacji kadra miała przejść do Ośrodka Zapasowego 29 Dywizji Piechoty i ulec likwidacji.
24 sierpnia 1939 o godz. 6.00 rozpoczęła się mobilizacja wszystkich jednostek kolorowych (alarmowych) na obszarze Okręgu Korpusu Nr III. Mobilizacja objęła park intendentury typ I nr 331 przeznaczony dla rezerwowej 33 Dywizji Piechoty. Po zakończeniu mob. park został przetransportowany do Śniadowa. Tam 4 września 1939 dołączył ppor. lek. wet. rez. Bronisław Świtajski i objął obowiązki lekarza weterynarii parku.
31 sierpnia rozpoczęto mobilizację powszechną, w tym jednostek I rzutu wpisanych na tabele mob. KZP Grodno, a 4 września 1939 mobilizację oddziałów II rzutu. Zmobilizowane przez KZP Grodno oddziały, z wyjątkiem parku intendentury, podlegały dowódcy OK III pod każdym względem. Bataliony marszowe 41 i 76 pp weszły w skład 3 grodzieńskiego pułku piechoty. Po zakończeniu mobilizacji major Gudakowski odszedł do Ośrodka Zapasowego 29 DP na stanowisko zastępcy dowódcy, którym był podpułkownik Stanisław Pietrzyk.